# Salteropterus
Salteropterus é um gênero de euriptérido, um grupo extinto de artrópodes aquáticos. Fósseis de Salteropterus foram encontrados em depósitos do Siluriano Superior na Grã-Bretanha. Classificado como parte da família  Slimonidae, o gênero contém uma espécie válida conhecida, S. abbreviatus, cujos fósseis foram descobertos em Herefordshire, Inglaterra, e uma espécie duvidosa, S. longilabium, com fósseis encontrados em Leintwardine, também em Herefordshire. O nome genérico homenageia John William Salter [en], que originalmente descreveu S. abbreviatus como uma espécie de Eurypterus em 1859.
Salteropterus é presumido ter sido bastante semelhante ao seu parente próximo Slimonia, mas a natureza fragmentária dos restos fósseis de Salteropterus dificulta comparações diretas. No entanto, Salteropterus preserva um télson (a divisão mais posterior do corpo) altamente distintivo, diferente de qualquer outro entre os membros de Eurypterida. Começando com uma seção expandida e achatada, como a de Slimonia, o télson termina em um longo pedúnculo que culmina em uma estrutura trilobada em sua extremidade. Embora a função exata permaneça desconhecida, essa estrutura pode ter sido usada para equilíbrio adicional, junto com a parte achatada que a precede.

## Descrição

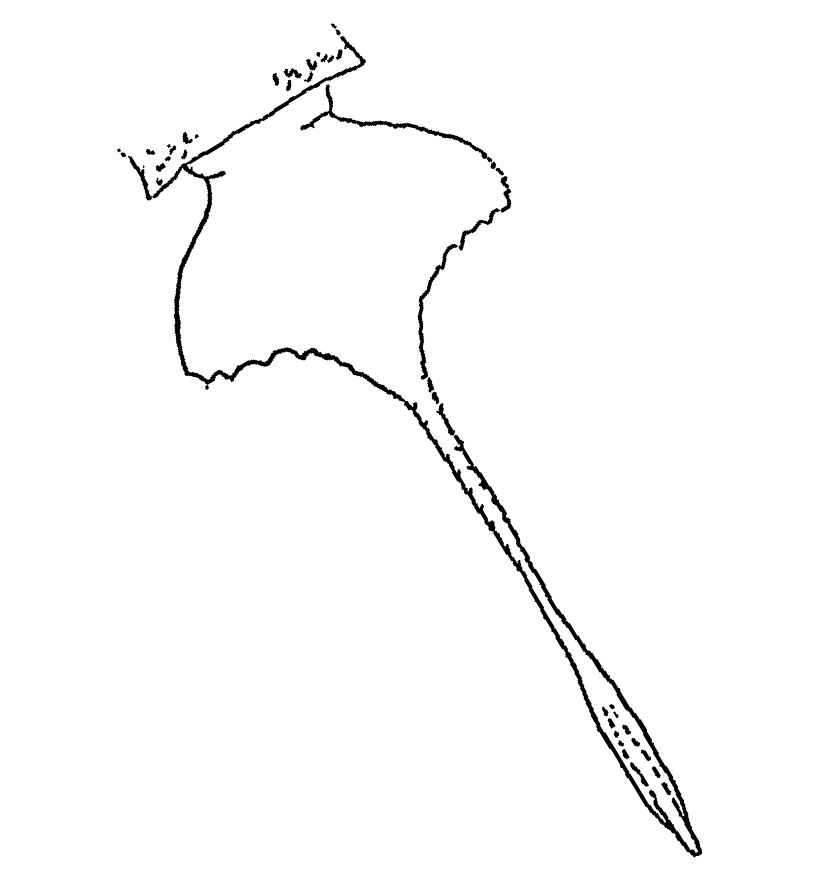
Reconstrução do télson distintivo de Salteropterus.

Salteropterus é um euriptérido raro, conhecido principalmente pelos restos fossilizados de seu metastoma (uma grande placa que faz parte do abdômen) e télson (a divisão mais posterior do corpo). O télson é a característica mais distintiva do gênero, com uma forma trigonal (triangular) e bordas posteriores serrilhadas. A parte trigonal achatada do télson termina em um pedúnculo alongado que excede significativamente o restante do télson em comprimento. Diferentemente do parente próximo Slimonia, onde existe uma estrutura semelhante (mas significativamente mais curta), o pedúnculo de Salteropterus não termina em uma ponta. Em vez disso, ele termina em um órgão achatado e trilobado. Embora partes do corpo além do télson sejam fragmentárias nos espécimes conhecidos de Salteropterus, os segmentos abdominais conhecidos e seus tergitos (as placas superiores que compõem os segmentos) são longos, como os de Slimonia, ao qual Salteropterus provavelmente se assemelhava em geral.
A estrutura longa em forma de pedúnculo do télson é ornamentada em cada lado com tubérculos (nódulos), dispostos em pares, que gradualmente se tornam mais achatados. A estrutura trilobada, às vezes chamada de "pós-télson" (embora fosse parte do télson), na extremidade do pedúnculo é única em Salteropterus. O lobo central é maior que os outros dois, estendendo-se além deles e ocupando uma posição ventral. É possível que essa estrutura trilobada tivesse a função de equilíbrio adicional em combinação com a grande parte achatada anterior a ela.
O espécime BGS GSM Zf-2864 é o mais completo conhecido de Salteropterus, preservando o télson junto com os décimo ao décimo segundo segmentos abdominais. Nesse espécime, o télson inteiro mede 3,1 cm de comprimento e 1,3 cm de largura. No entanto, espécimes maiores são conhecidos, com um espécime descrito por Henry Woodward em 1864 medindo 1,6 cm de largura. Uma pequena parte de um tergito (espécime BGS GSM Zf-2866) preserva grandes espinhos medianos na superfície externa. O maior desses espinhos (0,4 cm de largura) sugere que Salteropterus poderia crescer muito mais que os pequenos espécimes conhecidos indicam.

## História da pesquisa

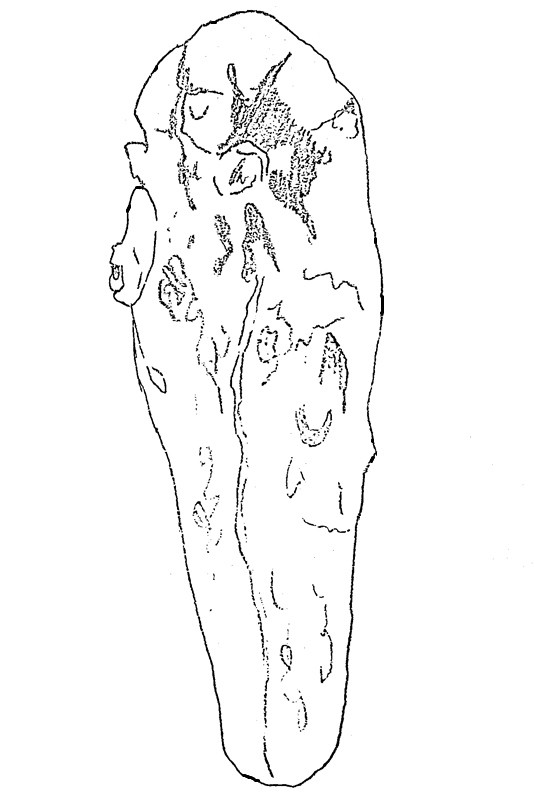
Ilustração de um metastoma fragmentário referido a S. longilabium.

Salteropterus abbreviatus foi nomeado como uma espécie de Eurypterus por John William Salter [en] em 1859, embora o espécime usado não fosse completo o suficiente para revelar as características únicas de Salteropterus conhecidas hoje. Salter considerou a espécie "completamente distinta", mas semelhante a Eurypterus acuminatus (hoje classificado como  Herefordopterus), com um télson que parecia uma versão abreviada do de E. acuminatus, daí o nome do táxon. Espécimes mais completos foram descobertos em Perton [en], em Herefordshire, Inglaterra, no final do século XIX e início do século XX. Os restos fósseis conhecidos de Salteropterus são todos fragmentários, semelhantes a outros fósseis de euriptéridos recuperados em Perton. Embora os fósseis de Perton sejam quase universalmente fragmentários, eles preservam detalhes delicados incomuns, como facetas individuais nos olhos de um espécime de Hughmilleria.
Restos fossilizados de euriptéridos são conhecidos em Perton desde 1869, quando o Rev. Peter Bellinger Brodie notificou a Sociedade Geológica de Londres sobre fósseis de Eurypterus e Pterygotus que ele havia descoberto na região. Os espécimes coletados foram examinados por Henry Woodward, que determinou que consistiam em Pterygotus banksii junto com várias espécies de Eurypterus, incluindo E. acuminatus, E. pygmaeus e E. abbreviatus. Eurypterus abbreviatus foi reclassificado em um gênero próprio, Salteropterus, em 1951 por Erik N. Kjellesvig-Waering, após a descoberta e descrição de um télson mais completo (espécime número BGS GSM Zf-2864) encontrado por Roy Woodhouse Pocock e A. J. Butler na pedreira de Perton em 1939. Preservando um télson alongado desconhecido para Woodward, o espécime estabeleceu firmemente que a espécie não poderia ser classificada como uma espécie de Eurypterus e, assim, foi colocada no novo gênero Salteropterus, nomeado em homenagem a John William Salter. Embora gêneros de euriptéridos normalmente não sejam descritos com base apenas nas características do télson, Salteropterus é considerado tão diferente e distinto que comparações com outros gêneros são redundantes.
Em 1961, Kjellesvig-Waering sugeriu que a espécie fragmentária e duvidosa de Slimonia, S. stylops, poderia ser sinônima de Salteropterus abbreviatus. O fóssil conhecido de S. stylops consiste em uma única carapaça que poderia pertencer a qualquer uma das espécies encontradas em Herefordshire que não possuem uma carapaça conhecida. Em particular, Hughmilleria acuminata e Salteropterus são bons candidatos, pois são parentes próximos. Kjellesvig-Waering considerou Salteropterus o melhor candidato, pois é o mais próximo de Slimonia. Como o único espécime conhecido de S. stylops está em um local desconhecido, estudos adicionais do espécime são impossíveis, e ele é tratado como um nomen dubium.
A espécie duvidosa S. longilabium foi nomeada por Kjellesvig-Waering em 1961 para se referir a um metastoma parcial (espécime número 39386 na coleção do Museu de História Natural de Londres) descoberto por Alfred Marston por volta de 1855 em Leintwardine, Inglaterra. Este espécime foi inicialmente referido incorretamente a uma espécie de  Carcinosoma (C. punctatum) por John William Salter, antes que ele percebesse que o metastoma longo e estreito não poderia pertencer a Carcinosoma, mas sim a um gênero semelhante a Slimonia. Devido a várias características, como a ausência de uma área cordada, o metastoma não pode ser referido a Slimonia, e o único gênero suficientemente próximo de Slimonia na região e período corretos é Salteropterus, tornando sua atribuição ao gênero duvidosa. Apoia ainda mais a atribuição do metastoma a Salteropterus a descoberta de um tergito (espécime número 89597 na coleção da Sociedade Geológica de Londres) do mesmo local do metastoma de S. longilabium, que preserva o mesmo tipo de ornamentação encontrado em S. abbreviatus.

## Classificação
Salteropterus é classificado como parte da família  Slimonidae de euriptéridos, dentro da superfamília Pterygotioidea, ao lado de Slimonia. Slimonidae foi criado como táxon por Nestor Ivanovich Novozhilov [en] em 1968 para conter Slimonia, anteriormente considerada parte da família  Hughmilleriidae desde 1951. Slimonia havia sido considerada um membro da família Pterygotidae desde sua descrição em 1856.
Uma relação próxima entre Salteropterus e Slimonia foi sugerida pela primeira vez quando Kjellesvig-Waering criou Salteropterus em 1951, observando que os últimos três segmentos opistossomais (segmentos parte do opistossoma, o abdômen) eram alongados e afilados de maneira semelhante aos de Slimonia. Após Kjellesvig-Waering sugerir que a carapaça referida como "Slimonia stylops" poderia representar a carapaça de Salteropterus, os dois gêneros começaram a ser tratados como parentes próximos. Após esses estudos, Salteropterus foi colocado na Slimonidae por V. P. Tollerton em 1989.
O cladograma abaixo é baseado nas conclusões de O. Erik Tetlie (2004) sobre as posições filogenéticas de  Herefordopterus, Salteropterus e a Pterygotioidea em geral, após suas redescrições de vários euriptéridos de Herefordshire, incluindo o próprio Salteropterus. O fato de Salteropterus ser mais derivado que Herefordopterus e Hughmilleria foi apoiado pelo fato de que Salteropterus carece parcialmente da quantidade de espinhos dos apêndices observada nos dois gêneros de Hughmilleriidae, que possuem pares de espinhos em quatro a cinco de seus podômeros, enquanto Salteropterus tem apenas um par de espinhos no sexto podômero do quarto apêndice, sendo completamente desprovido deles em outros casos.

| Slimonidae | \| \| Slimonia \| \| \| \| \| \| Salteropterus \| \| \| \| |
|            | \| \| Slimonia \| \| \| \| \| \| Salteropterus \| \| \| \| |
|            | Pterygotidae                                               |
|            |                                                            |
|            | Slimonia                                                   |
|            |                                                            |
|            | Salteropterus                                              |
|            |                                                            |

|  | Slimonia      |
|  |               |
|  | Salteropterus |
|  |               |

| Slimonidae | \| \| Slimonia \| \| \| \| \| \| Salteropterus \| \| \| \| |
|            | \| \| Slimonia \| \| \| \| \| \| Salteropterus \| \| \| \| |
|            | Pterygotidae                                               |
|            |                                                            |
|            | Slimonia                                                   |
|            |                                                            |
|            | Salteropterus                                              |
|            |                                                            |

|  | Slimonia      |
|  |               |
|  | Salteropterus |
|  |               |

| Slimonidae | \| \| Slimonia \| \| \| \| \| \| Salteropterus \| \| \| \| |
|            | \| \| Slimonia \| \| \| \| \| \| Salteropterus \| \| \| \| |
|            | Pterygotidae                                               |
|            |                                                            |
|            | Slimonia                                                   |
|            |                                                            |
|            | Salteropterus                                              |
|            |                                                            |

|  | Slimonia      |
|  |               |
|  | Salteropterus |
|  |               |

| Slimonidae | \| \| Slimonia \| \| \| \| \| \| Salteropterus \| \| \| \| |
|            | \| \| Slimonia \| \| \| \| \| \| Salteropterus \| \| \| \| |
|            | Pterygotidae                                               |
|            |                                                            |
|            | Slimonia                                                   |
|            |                                                            |
|            | Salteropterus                                              |
|            |                                                            |

|  | Slimonia      |
|  |               |
|  | Salteropterus |
|  |               |

## Paleobiologia

A escala estimada de S. abbreviatus em comparação com uma mão humana.

O Siluriano Superior de Herefordshire abrigava uma ampla variedade de euriptéridos, incluindo espécies de  Erettopterus, Eurypterus, Nanahughmilleria, Marsupipterus [en], Herefordopterus e potencialmente Slimonia (dependendo da identidade de S. stylops). Salteropterus vivia em um ambiente bentônico próximo a ambientes de costa arenosa entremarés e planícies lamacentas arenosas entremarés. Essa fauna de euriptéridos coexistia com membros da ordem Lingulida [en], ostracodos e peixes cefalaspidomorfos, como Hemicyclaspis [en] e Thelodus [en].
Evidências fósseis do relacionado Slimonia foram interpretadas por alguns pesquisadores como indicação de que ele era muito flexível lateralmente (de lado a lado). Um espécime de Slimonia acuminata da Formação Patrick Burn [en] da Escócia preserva uma série completa e articulada de segmentos de télsons, pós-abdominais e pré-abdominais. Nesse espécime, a "cauda" está dobrada em um grau considerável, anteriormente não visto em nenhum euriptérido. Capaz de dobrar sua cauda de lado a lado, foi teorizado que a cauda poderia ter sido usada como arma. Como a ponta do télson é alongada e serrilhada, os pesquisadores determinaram que provavelmente poderia perfurar presas potenciais. No entanto, a revelação de que este espécime em particular era uma muda, em vez de uma carcaça real, e sinais aparentes de desarticulação tornam essa teoria improvável.
Diferentemente de Slimonia, a ponta do télson de Salteropterus não é serrilhada, embora seja ainda mais alongada. Como a ponta do télson termina em uma estrutura incomum, e não em uma ponta afiada, é improvável que Salteropterus pudesse usar seu télson da mesma maneira. É mais provável que Salteropterus se alimentasse como outros euriptéridos sem armamento especializado adicional, semelhante aos caranguejos da família Limulidae, agarrando e triturando alimentos com seus apêndices antes de empurrá-los para a boca usando suas quelíceras (os apêndices frontais).